# NGC 1464
NGC 1464 (również NGC 1471 lub PGC 13976) – galaktyka spiralna (S/P), znajdująca się w gwiazdozbiorze Erydanu.
Odkrył ją Lewis A. Swift 1 listopada 1886 roku, a jego obserwacja została skatalogowana przez Johna Dreyera jako NGC 1464. W tym samym roku w McCormick Observatory obserwował ją Francis Leavenworth, a pozycję obiektu podał z typowym dla obserwacji w tym obserwatorium błędem rektascensji wielkości dwóch minut, jednak dzięki wykonanemu przez Leavenwortha szkicowi wiadomo, że obserwował tę samą galaktykę co Swift. John Dreyer o tym nie wiedział, a ponieważ pozycje podane przez obu astronomów się różniły, skatalogował obserwację Leavenwortha jako osobny obiekt NGC 1471.